# Sphecodes tristellus
Sphecodes tristellus är en biart som beskrevs av Cockerell 1919. Sphecodes tristellus ingår i släktet blodbin, och familjen vägbin. Inga underarter finns listade i Catalogue of Life.